# 臺灣光鰓雀鯛
臺灣光鰓雀鯛（学名：Chromis elerae），又名臺灣光鰓魚、厚殼仔，为雀鯛科光鰓魚屬下的一个种。